# Ribeauvillé
Ribeauvillé település Franciaországban, Haut-Rhin megyében. Lakosainak száma 4723 fő (2022. január 1.). Ribeauvillé Zellenberg, Hunawihr, Aubure, Sainte-Marie-aux-Mines, Sainte-Croix-aux-Mines, Lièpvre, Saint-Hippolyte, Thannenkirch, Bergheim, Guémar, Riquewihr és Rodern községekkel határos.

## Népesség
A település népessége az elmúlt években az alábbi módon változott:
| Lakosok száma | 4773 | 4746 | 4938 | 4729 | 4697 | 4665 | 4670 | 4682 | 4723 |
|               | 2013 | 2015 | 2016 | 2017 | 2018 | 2019 | 2020 | 2021 | 2022 |